# Râul Arieș, Someș
Râul Arieș este un curs de apă, afluent al râului Someș. 